# La Mémoire dans la peau (film)
Pour les articles homonymes, voir La Mémoire dans la peau.
Série Jason Bourne
La Mort dans la peau
(2004)
Pour plus de détails, voir Fiche technique et Distribution.
La Mémoire dans la peau (The Bourne Identity) est un film d'espionnage américano-germano-tchèque réalisé par Doug Liman et sorti en 2002. Il est adapté du roman du même nom de Robert Ludlum. Il constitue le premier volet d'une série cinématographique basée sur le personnage de Jason Bourne, incarné par Matt Damon.

## Synopsis
Une nuit en mer Méditerranée, au large de Marseille, un chalutier italien repêche un homme inconscient, atteint de deux balles dans le dos. Soigné à bord, l'inconnu se remet de ses blessures, mais se révèle totalement amnésique. Le seul indice dont il dispose est une capsule implantée au niveau de sa hanche, une sorte de pointeur laser projetant un numéro de compte dans une banque de Zurich. Arrivé à Zurich, l'homme constate qu'il parle couramment l'allemand et se découvre des aptitudes hors-normes au close combat après avoir désarmé et maîtrisé deux policiers qui tentaient de l'arrêter pour s'être endormi sur un banc dans un parc fermé la nuit.
Le lendemain, il se rend à la banque et trouve dans son coffre personnel une importante quantité d'argent en différentes devises, ainsi qu'une arme à feu et plusieurs passeports de différents pays avec sa photo, dont un au nom de Jason Bourne et un permis de conduire avec une adresse à Paris. Il quitte les lieux en prenant le tout sauf l'arme. Un employé de la banque le remarque et prévient un groupe de la division des activités spéciales de la CIA, Treadstone. Poursuivi par des policiers, Bourne parvient à leur fausser compagnie et à se réfugier à l'ambassade des États-Unis grâce à son passeport américain. Les gardes de l'ambassade tentent alors de l'arrêter, mais Bourne parvient à s'enfuir. Afin de se rendre à Paris, il s'approche d'une jeune Allemande, Marie Kreutz, qu'il avait entrevue dans l'ambassade, et lui propose 20 000 dollars si elle accepte de l'emmener.
Pendant ce temps, au siège de la CIA, le chef de l'opération Treadstone, Alexander Conklin, révèle à son supérieur, le directeur adjoint Ward Abbott, que Bourne avait pour mission d'assassiner le dictateur africain déchu Nykwana Wombosi, mais que cela a échoué. Pour rompre tout lien entre l'agence et Wombosi, Conklin charge plusieurs tueurs expérimentés d'éliminer Bourne, tout en signalant la présence du fugitif aux autorités policières françaises.
Bourne se rend dans son appartement à Paris en compagnie de Marie et apprend qu'un certain John Michael Kane, qui est en fait une de ses identités, serait mort deux semaines auparavant des suites d'un accident de voiture. Le premier tueur envoyé par Conklin, Castel, prend alors l'appartement d'assaut et affronte Bourne, qui le neutralise. En fouillant le sac de Castel, Marie découvre, paniquée, des avis de recherche les concernant. Elle essaie de questionner Castel, Bourne tente de la calmer, et Castel en profite pour se défenestrer sans rien dévoiler. Bourne n'a pas d'autre choix que de quitter les lieux avec la jeune femme en état de choc.
Conklin fait alors appel à Nicolette Parsons, un agent de surveillance en planque à Paris, afin de localiser Bourne et Marie. Après une course-poursuite avec les policiers parisiens, ces deux derniers se cachent dans un petit hôtel. C'est à ce moment que naît une histoire d'amour entre eux. Après des recherches fructueuses concernant son passé, Jason tente de rencontrer Wombosi, mais l'ancien dictateur est abattu par un second tueur, le « Professeur ». À la lecture d'un article de journal sur la première tentative d'assassinat contre Wombosi sur son yacht en Méditerranée, Jason comprend que c'était lui qui était chargé de le tuer. Jason et Marie se réfugient dans la maison de campagne d'un ami de la jeune femme, où il vit avec deux enfants. C'est alors que Bourne décide de renoncer à son ancienne vie.
Conklin est cependant parvenu à les pister et a envoyé le Professeur pour les tuer. Bourne parvient à le blesser avec un fusil de chasse, puis l'interroge juste avant qu'il ne succombe à ses blessures. Il comprend que le Professeur et lui faisaient partie de la même unité. Afin de protéger Marie, Bourne insiste pour qu'elle s'en aille avec son ami et ses enfants, qui ne peuvent plus habiter la maison. Il contacte ensuite Conklin via le portable du Professeur et lui donne rendez-vous à Paris, sur le pont Neuf. Une fois sur place, Bourne constate la présence d'hommes armés et annule le rendez-vous avec Conklin, mais parvient à placer un mouchard sur la voiture d'un de ses hommes et arrive ainsi à les pister jusqu'à la planque de Treadstone à Paris. Bourne s'y introduit furtivement et met Conklin en joue.
Au cours de la discussion qui s'ensuit, certains souvenirs lui reviennent. Il se souvient d'avoir en tant qu'agent de la CIA planifié l'élimination de Wombosi sur son yacht, mais renoncé au dernier moment, n'osant l'abattre en présence de ses enfants. Mais alors qu'il essayait de fuir, les hommes de Wombosi l'ont repéré et il est tombé par-dessus bord, blessé, avant d'être repêché par les pêcheurs italiens. Bourne déclare à Conklin qu'il quitte Treadstone et lui déconseille de chercher à le suivre. Il se trouve alors confronté à plusieurs hommes de mains de Conklin, mais parvient à quitter les lieux après les avoir abattus. Conklin est finalement abattu par un troisième tueur, sur ordre d'Abbott, afin que toutes les traces de Treadstone disparaissent. Dans la scène suivante, Abbott fait son compte-rendu annuel au comité du Congrès, et parvient à se débarrasser à bon compte du dossier Treadstone en prétendant que le programme a été abandonné pour non rentabilité.
Dans la dernière scène du film, Bourne rejoint Marie à Mykonos, où elle a ouvert une boutique de location de scooters avec l'argent qu'il lui avait donné.

## Fiche technique
- Titre original : The Bourne Identity
- Titre français et québécois : La Mémoire dans la peau
- Réalisation : Doug Liman
- Scénario : Tony Gilroy et W. Blake Herron, d'après le roman La Mémoire dans la peau de Robert Ludlum
- Musique : John Powell
- Direction artistique : Laurent Piron, Yann Biquand et Bettina von den Steinen
- Décors : Dan Weil
- Costumes : Pierre-Yves Gayraud
- Photographie : Oliver Wood
- Son : Bob Beemer, Scott Millan, David Young
- Montage : Saar Klein
- Production : Richard N. Gladstein, Doug Liman et Patrick Crowley

Production déléguée : Robert Ludlum et Frank Marshall
Production associée (Prague) : David Minkowski et Matthew Stillman
Coproduction : Andrew R. Tennenbaum
- Sociétés de production[1] :
  - États-Unis : The Kennedy/Marshall Company et Hypnotic Pictures, avec la participation de Universal Pictures
  - République Tchèque : Stillking Films
  - Allemagne : Kalima Productions GmbH & Co. KG
- Sociétés de distribution : 
  - États-Unis : Universal Pictures
  - Allemagne, France, Suisse : United International Pictures
- Budget : 60 millions de $[2]
- Pays de production :  États-Unis,  Allemagne,  République tchèque
- Langues originales : anglais, français, allemand, hollandais, italien, yoruba
- Format[3] : couleur (DeLuxe) - 35 mm - 2,39:1 (Cinémascope) (Panavision) - son DTS | Dolby Digital | SDDS | DTS (DTS: X)
- Genre : espionnage, action, thriller
- Durée : 119 minutes
- Dates de sortie[4] :
  - États-Unis, Canada : 14 juin 2002
  - Suisse romande : août 2002 (Festival international du film de Locarno) ; 25 septembre 2002 (sortie nationale)
  - France : 6 septembre 2002 (Festival du cinéma américain de Deauville) ; 25 septembre 2002 (sortie nationale)
  - Belgique : 25 septembre 2002
  - Allemagne : 26 septembre 2002
  - République Tchèque : 17 octobre 2002
- Classification[5] :
  -  États-Unis : Accord parental recommandé, film déconseillé aux moins de 13 ans (certificat #37892) (PG-13 - Parents Strongly Cautioned)[Note 1].
  -  Allemagne : Interdit aux moins de 12 ans (FSK 12).
  -  République tchèque : Les parents ont la responsabilité de leurs enfants[6].
  -  France : Tous publics (visa d'exploitation no 106264 délivré le 26 septembre 2002)[7].

## Distribution
- Matt Damon (VF : Damien Boisseau) : Jason Bourne
- Franka Potente (VF : Virginie Méry) : Marie Helena Kreutz
- Chris Cooper (VF : Patrick Floersheim) : Alexander Conklin
- Clive Owen (VF : Julien Kramer) : le Professeur
- Brian Cox (VF : Claude Brosset) : Ward Abbott
- Adewale Akinnuoye-Agbaje (VF : Frantz Confiac) : Nykwana Wombosi
- Gabriel Mann (VF : Alexis Tomassian) : Daniel « Danny » Zorn
- Walton Goggins : un technicien de recherche
- Josh Hamilton : un technicien de recherche
- Julia Stiles (VF : Élise Otzenberger) : Nicolette « Nicky » Parsons
- Orso Maria Guerrini : Giancarlo
- Tim Dutton (VF : Bernard Bollet) : Eamon
- Denis Braccini : Picot
- Nicky Naudé : Castel
- David Selburg (VF : Guy Chapellier) : Marshall
- Demetri Goritsas : un technicien de communication
- Russel Levy : Manheim
- Anthony Green : le chef de la sécurité
- Hubert Saint-Macary (VF : lui-même) : le chef de la morgue
- David Bamber : l'agent d'accueil du consulat
- Gwenaël Clause : Deauvage
- Manu Booz (VF : lui-même) : le chauffeur de taxi
- Philippe Durand (VF : lui-même) : l'employé à la morgue
- Vincent Franklin : Rawlins
- Paulette Frantz : la concierge
- Thierry Ashanti : un conseiller de Wombosi
- Roger Frost : Apfel
- David Gasman : un assistant
- Joe Montana : un marine
- John Pawlikowski : un marine
- Michael Rix : un marine
- Brad Rizer : un marine
- Andrew Webster : un marine
- Houston Williams : un marine
- Arnaud Henriet : un garde du corps de Wombosi
- Jean-Yves Bilien : un garde du corps de Wombosi
- Daniel Erskine Nartay : un garde du corps de Wombosi
- Elvin « Chopper » David : un garde du corps de Wombosi
- Emmanuel Booz : le chauffeur de taxi
- Jimmy Jean-Louis : un garde du corps de Wombosi (non crédité)

Sources et légende : Version française (VF) sur Voxofilm et Allodoublage

## Production

### Scénario
Le film est librement adapté du roman La Mémoire dans la peau de Robert Ludlum, publié aux États-Unis en février 1980.

### Attribution des rôles

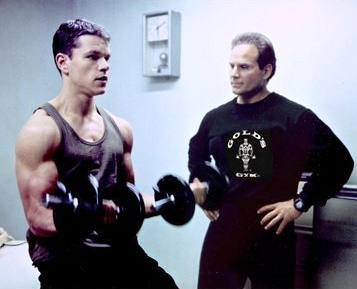
Matt Damon s'entraînant pour le film aux côtés de l'entraîneur Michael Torchia,.

Le réalisateur Doug Liman avait approché un large éventail d'acteurs pour le rôle de Jason Bourne, parmi lesquels Russell Crowe, Matthew McConaughey, Brad Pitt et Sylvester Stallone, avant de finalement confier le rôle à Matt Damon. Le réalisateur a constaté que Damon a compris et accepté le fait que même si La Mémoire dans la peau aurait sa part d'action, l'accent est principalement mis sur le personnage et l'intrigue. Matt Damon, qui n'avait jamais joué un tel rôle physiquement exigeant, a insisté pour réaliser lui-même un grand nombre de cascades. Avec l'aide du chorégraphe Nick Powell et l'entraîneur spécialisé en art martial Jeff Imada, il subit un entraînement intensif pour les cascades, le maniement des armes, la boxe et le arnis et a effectué un nombre important des cascades du film lui-même, y compris les scènes de close combat et l'escalade d'un immeuble.

### Tournage
Dès le début de tournage, les difficultés avec les studios, provoquées par les relations tendues entre le réalisateur et Universal Pictures, ont ralenti le développement. Les cadres d'Universal étaient mécontents du rythme du film, mettant l'accent sur l'importance des petites séquences d'action et Liman se méfiait de la participation des studios dans la réalisation. Un certain nombre de nouvelles prises de vues et les réécritures du scénario ont obligé de retarder la sortie du film, qui, prévu pour septembre 2001, sortira finalement neuf mois plus tard, en juin 2002, prenant 8 millions de dollars sur le budget de production initial, qui était de 60 millions. Le scénariste Tony Gilroy télécopia les éléments du scénario réécrits pendant presque toute la durée du tournage. Un point de discorde a également eu lieu à l'égard du script de Gilroy, concernant la scène de la ferme et la conclusion de La Mémoire dans la peau. Liman et Matt Damon insistèrent pour que la séquence de la ferme reste telle quelle après une réécriture voulue par Universal. Les deux hommes ont fait valoir que si cette scène était modérée, elle aurait fait partie intégrante de la compréhension de la part du public concernant le personnage de Bourne ainsi que les thèmes centraux du film. La séquence de la ferme fut gardée à travers de nombreuses réécritures à partir du script d'origine avant son inclusion dans le résultat final.
Universal désirait faire tourner La Mémoire dans la peau à Montréal, au lieu de Paris, afin de réduire les coûts, Liman a objecté : « Mais rien à Montréal ne ressemble à Paris, ce n'est pas parce qu'ils parlent français qu'on va s'en contenter ! ». Il imposa l'utilisation d'une équipe de tournage de langue française, à la suite de la réaction négative du public-test pour le premier final du film à Paris, obligeant à tourner une nouvelle séquence de conclusion dans Paris.
En sus de Paris, le tournage s'est également déroulé à Prague, à Imperia, à Rome, à Mykonos et Zurich. Plusieurs scènes prévues pour Zurich ont été tournées à Prague.
Le film est en majorité tourné à Paris et ses alentours (avenue des Champs-Élysées, avenue du Général-Lemonnier, boulevard Haussmann, Conservatoire national des arts et métiers, La Défense, place de l'Hôtel-de-Ville, place des États-Unis et rue de l'Amiral-d'Estaing , pont des Arts, pont Neuf, port de Montebello, quai du Louvre, rue de Rivoli et hôtel Regina),. Bien que supposément située dans la campagne française, la séquence dans la ferme isolée est en réalité filmée à Suchdol, en périphérie de Prague.

### Musique
Albums de John Powell
Compte à rebours mortel
(2002) Beat Battle
(2002)
Bandes originales de Jason Bourne
La Mort dans la peau
(2004)
La musique du film est composée par John Powell. La chanson du générique de fin, Extreme Ways de Moby, n'apparait pas sur l'album. Le morceau Ready Steady Go de Paul Oakenfold utilisé lors de la course-poursuite dans Paris au milieu du film n'est également pas présent dans l'album.
Liste des titres
| No  | Titre                 | Durée |
| --- | --------------------- | ----- |
| 1.  | Main Titles           | 4:19  |
| 2.  | Bourne Gets Well      | 1:21  |
| 3.  | Treadstone Assassins  | 2:12  |
| 4.  | At the Bank           | 4:07  |
| 5.  | Bourne on Land        | 1:42  |
| 6.  | Escape From Embassy   | 3:13  |
| 7.  | The Drive to Paris    | 1:30  |
| 8.  | The Apartment         | 3:27  |
| 9.  | At the Hairdressers   | 1:31  |
| 10. | Hotel Regina          | 2:12  |
| 11. | The Investigation     | 1:40  |
| 12. | Taxi Ride             | 3:43  |
| 13. | At the Farmhouse      | 2:54  |
| 14. | Jason Phones It In    | 3:05  |
| 15. | On Bridge Number Nine | 3:45  |
| 16. | Jason's Theme         | 2:21  |
| 17. | Mood Build            | 3:36  |
| 18. | The Bourne Identity   | 5:58  |
| 19. | Drum and Bass Remix   | 2:16  |

## Accueil

### Accueil critique
Dès sa sortie en salles, La Mémoire dans la peau a rencontré un accueil favorable de la part des critiques dans les pays anglophones, Rotten Tomatoes lui attribuant 83 % d'avis positifs, sur la base de 183 commentaires et une note moyenne de 7⁄10 et Metacritic, un score de 68⁄100, sur la base de trente-huit commentaires, mais également en France, où le site Allociné, sur la base de vingt-deux titres de presse, lui attribue une note moyenne de 3.5⁄5.

### Box-office
La Mémoire dans la peau est un succès commercial aux États-Unis : pour son premier week-end d'exploitation en salles, où il est distribué dans 2 638 salles, le long métrage démarre à la seconde position du box-office, avec 27 118 640 $, pour une moyenne de 10 280 $ par salle, où il est devancé par Scooby-Doo, sorti le même jour, mais évolue avec une baisse de 44,4 % des bénéfices engrangés le week-end suivant : malgré cinq salles supplémentaires à le projeter, il chute à la quatrième position avec 15 078 315 $, soit une moyenne de 5 705 $ par salle et un cumul de 54 384 585 $. Toutefois, la baisse des recettes se stabilise favorablement, puisque, malgré une chute de 25,7 % et vingt salles supplémentaires à le diffuser, pour son troisième week-end, le film se place à la cinquième position, avec 11 197 915 $, pour une moyenne de 4 205 $ par salle et un total de 72 902 425 $ de recettes sur le territoire américain. Le film arrive à atteindre le cap des 100 millions de dollars de recettes lors de son sixième week-end, malgré une évolution en baisse en termes de recettes, une chute dans le classement et des salles en moins. En définitive, La Mémoire dans la peau totalise 121,6 millions de dollars de recettes en fin d'exploitation.
En France, La Mémoire dans la peau ne rencontre pas le même succès, bien qu'ayant réussi un bon démarrage pour sa première semaine à l'affiche, où il se classe en première position du box-office avec 391 761 entrées, où il fut distribué dans 434 salles, dont 118 060 entrées à Paris. Mais la semaine suivante, il ne parvient pas à garder le haut du podium, puisque avec une baisse de 52,6 % en termes d'entrées et malgré une combinaison de salles ayant augmenté (450), il chute de trois places et totalise 185 612 entrées, soit un cumul de 577 373 entrées. Au bout de sept semaines à l'affiche, le film finit avec 765 614 entrées , résultat honorable mais en deçà des deux autres volets, qui ont atteint le million de spectateurs.
| Pays ou région    | Box-office      | Date d'arrêt du box-office | Nombre de semaines |
| ----------------- | --------------- | -------------------------- | ------------------ |
| États-Unis Canada | 121 661 683 $   | 21 novembre 2002           | 23                 |
| France            | 765 614 entrées | 6 novembre 2002            | 7                  |
| Total mondial     | 214 034 224 $   | —                          | —                  |

## Distinctions
Entre 2002 et 2003, La Mémoire dans la peau a été sélectionné 10 fois dans diverses catégories et a remporté 3 récompenses,.

### Récompenses
- Prix de la chorégraphie américaine (American Choreography Awards) 2003 :
  - Prix de la chorégraphie américaine de la Meilleure chorégraphie de combat décerné à Nick Powell.
- Société Américaine des Compositeurs, Auteurs et Éditeurs de Musique 2003 :
  - Prix Kirby des Meilleurs films au box-office décerné à John Powell.
- Taurus - Prix mondiaux des cascades 2003 :
  - Prix Taureau de la Meilleure cascade automobile décerné à Francis Bataille, Gilbert Bataille, Alain Bour, Patrice Bour, Guy Chasseuil, Laurent Chasseuil, Yan Dron, Ludovic Dudot, Cyrille Deufaut, Romain Iannetta, Sébastien Lagniez, Bruno Letrouit, Laurent Pailler, Pascal Roblin, Patrick Ronchin, Alexandrine Roux, Sébastien Seveau, Romain Thievin et Raymond Touroul[Note 2].

### Nominations
- Festival du cinéma américain de Deauville 2002 : Premières - Hors compétition pour Doug Liman[28].
- Académie des films de science-fiction, fantastique et d'horreur - Prix Saturn 2003 : Meilleur film d'action / aventures / thriller.
- Éditeurs de sons de films 2003 :
  - Meilleur montage sonore dans les fonctionnalités nationales - Effets sonores et bruitages pour Per Hallberg, Karen Baker Landers, Craig S. Jaeger, Christopher Assells, Dino Dimuro, Dan Hegeman, Perry Robertson, Mark Choi, Bruce Tanis, Lou Kleinman et Michael Hertlein.
  - Meilleur montage sonore dans les fonctionnalités nationales - Dialogues et doublages dans un film pour Per Hallberg, Karen Baker Landers, Anna MacKenzie, Stephanie Flack, Lauren Stephens, Kimaree Long, Mark L. Mangino, Chris Hogan, Chris Jargo, Laura Graham, Michelle Pazer et Julie Feiner.
- Guilde des directeurs artistiques 2003 : Nommé au Prix d'excellence dans la conception de la production et la direction artistique du Film contemporain pour Dan Weil, Yann Biquand, Laurent Piron, Bertrand Clercq-Roques.
- Prix Schmoes d'or (Golden Schmoes Awards) 2003 :
  - La plus grande surprise de l'année,
  - Meilleure scène d'action de l'année (Poursuite en voiture à travers Paris).

## SagaJason Bourne
1. La Mémoire dans la peau (The Bourne Identity) de Doug Liman (2002)
2. La Mort dans la peau (The Bourne Supremacy) de Paul Greengrass (2004)
3. La Vengeance dans la peau (The Bourne Ultimatum) de Paul Greengrass (2007)
4. Jason Bourne : L'Héritage (The Bourne Legacy) de Tony Gilroy (2012)
5. Jason Bourne de Paul Greengrass (2016)

## Fin alternative
La version DVD « édition spéciale » parue en 2004 propose un début et une fin différentes. Cette alternative a été tournée à la demande des producteurs, qui craignaient une réaction négative du public vis-à-vis du regard négatif porté sur la CIA dans le film. La Mémoire dans la peau est en effet sorti peu après les attentats du 11 septembre 2001 et les opérations d'assassinat politique étaient un sujet sensible.
Les scénaristes ont donc imaginé une introduction et une fin qui faisaient paraître tout le film comme un grand flash-back, ramenant toutes ces activités jugées répréhensibles à une époque plus lointaine (3 ans plus tôt). À l'inverse, la fin du film se passant après les attentats du 11 septembre, il était ouvertement évoqué un changement de la politique américaine qui rendait ces activités tout à fait opportunes, apportant le pardon à Jason Bourne.
Les projections-tests n'ayant pas montré de problème quant au montage originel (celui vu en salles), ces scènes « de secours » ont finalement été jugées inutiles.